# Alin Popa
Alin Nicușor Popa (sinh ngày 1 tháng 1 năm 1991) là một cầu thủ bóng đá người România thi đấu ở vị trí tiền vệ hay tiền đạo cho Argeș Pitești. Sinh ra ở Caracal nhưng lớn lên ở Pitești, tại học viện Argeș Pitești, Popa dành cả sự nghiệp thi đấu cho hai đội bóng chính của Argeș, Argeș Pitești và Mioveni với hơn 100 trận cho đại bàng tím-trắng và hơn 80 trận cho đội bóng vàng –lục.